# Claudia Jung
Claudia Jung (Ratingen, 12 april 1964) is een Duitse schlagerzangeres, actrice en politica.

## Biografie
Jung werd geboren in Ratingen, Noord-Rijnland-Westfalen. Van 1974 tot 1980 ging ze naar de Liebfrauenschule school in Ratingen. Als kind volgde ze gitaarlessen en tijdens haar schooltijd zong ze in het Amt-Angerland-Chor. Voor haar carrière in de showbusiness werkte ze als fotolabtechnicus, tandartsassistente en toeristengids in Italië. Af en toe trad ze op als niet-professionele zangeres.
In 1984 ontmoette ze de muziekproducent Adam Schairer met wie ze vervolgens experimentele opnamen maakte. Ze maakte haar eerste singlepublicaties in samenwerking met Schairer en de componist en producent Jean Frankfurter, evenals de tekstschrijver Erich Offierowski. In 1988 verscheen het debuutalbum Halt' mich fest. Sinds 1999 worden haar albums geproduceerd door Hans Singer met André Franke als coproducent.
Tijdens haar carrière heeft Claudia Jung meerdere gouden en platina records behaald. Ook ontving ze verschillende prijzen zoals de Echo-Preis, Goldene Stimmgabel en de Fred-Jay-Textdichterpreis. Jung heeft duetten gehad met vele internationale sterren, waaronder Richard Clayderman (bijv. Je t'aime mon amour), Rosanna Perinic (Domani l'amore vincerà), Nino de Angelo (Hand in Hand) en Cliff Richard (Mistletoe and Wine). Ze zingt voornamelijk in haar moedertaal, het Duits, maar vertolkte ook liedjes in het Engels, Frans en Italiaans.
In 2004 nam ze met haar dochter Anna het duet Heut' fliegt ein Engel durch die Nacht op.
In 2008 debuteerde ze als actrice en verscheen ze als vrouwelijke hoofdrol in de televisieserie Das Musikhotel am Wolfgangsee van de ARD, waarin ze hotelreceptioniste en de minnares van de hotelmanager (Sascha Hehn) speelde. In 2015 vertolkte ze de rol van Kate Edwards in het stuk Der Schatz im Silbersee bij de Zuid-Duitse Karl May-Festspielen in het westernpark Fred Rai Western-City in Dasing. 
Tijdens haar carrière heeft Claudia Jung meer dan 445.000 platen verkocht, de meeste albums. Het commercieel meest succesvolle album heette Claudia Jung.

## Politieke carrière
In mei 2008 werd Jung bij de Beierse gemeenteraadsverkiezingen voor de partij Freie Wähler in de Kreistag van het district Pfaffenhofen gekozen. Sindsdien werkt ze ook als gemeenteraadslid voor de Christliche Wählergemeinschaft van de gemeente Gerolsbach. Daarbij werd ze in mei 2008 in stemdistrict 124 door de Freie Wähler als directe kandidate genomineerd voor de Bayerischer Landtag en in juni 2008 tijdens de vergadering van de Wahlkreis Oberbayern toegevoegd aan lijst 20 in Oberbayern. Van 2008 tot 2013 behoorde ze tot de Bayerischer Landtag.

## Privéleven
Claudia Jung's eerste echtgenoot was haar voormalige manager Jürgen Evers, met wie zij op 1 september 1993 in Düsseldorf trouwde. Het huwelijk eindigde het jaar daarop en ze scheidden. Tegelijkertijd ontmoette Jung de huidige echtgenoot Hans Singer, met wie ze in 1997 trouwde. Het echtpaar heeft een dochter, Anna Charlotte, geboren op 4 augustus 1997. Hans Singer heeft een zoon, David, een paar jaar ouder. Het gezin woont sinds 1998 op een boerderij in Gerolsbach, district Pfaffenhofen an der Ilm (Oberbayern). Ze hebben veel dieren op de boerderij (ongeveer vijftig tussen paarden, geiten, honden en katten, enz.). Claudia Jung is een dierenvriend, respecteert en houdt van de natuur en een van haar passies is vegetarisme.
Begin 1994 liep Claudia Jung, na een zware val van haar paard (paardensport is haar favoriete sport), een dubbele schedelbasisfractuur op. Enkele maanden later kreeg ze ook een verlamming van de stembanden, waardoor ze een periode van rust moest nemen en haar tournee moest stoppen. Haar comeback in september van dat jaar met het nummer Je t'aime mon amour, samen met pianist Richard Clayderman was echter fenomenaal. Deze romantische ballad (in Duitse en Franse versie) is een van haar grootste hits. In 2005 kreeg Claudia Jung opnieuw een verlamming van de stembanden, waardoor haar tournee Herzzeiten verplaatst moest worden..

## Verdere activiteiten
In november 2007 werd Jung beschermheer van het project Paulihof – dierondersteunde therapie voor getraumatiseerde kinderen en jeugdigen van de Kinderbescherming München in de buurt van Aichach. Op de boerderij werken dieren samen met kinderen, die door zware trauma's het vertrouwen in zichzelf, de mensen en hun omgeving hebben verloren.

## Discografie

### Singles
- 1986: Immer wieder eine Handvoll Zärtlichkeit
- 1987: Amore Amore
- 1987: Träume sterben nie
- 1988: Atemlos (Die Nacht, als die Erde Feuer fing)
- 1988: Halt' mich fest
- 1989: Roter Horizont
- 1989: Stumme Signale
- 1990: Eine Reise ins Licht
- 1990: Er war wie Du
- 1990: Etwas für die Ewigkeit
- 1990: Fang' mich auf (Und wenn es wirklich Engel gibt)
- 1991: Mittsommernacht
- 1991: Schmetterlinge
- 1991: Wo kommen die Träume her
- 1992: Das Dunkel der Nacht
- 1992: Du, ich lieb' dich
- 1993: Lass mich doch nochmal
- 1994: Je t'aime, mon amour
- 1994: Unter meiner Haut
- 1995: Komm und tanz' ein letztes Mal mit mir
- 1995: Wer die Sehnsucht kennt
- 1996: Domani l'amore vincera
- 1996: Ein Lied, das von Liebe erzählt
- 1996: Weihnachtszeit – Mistletoe & Wine (met Cliff Richard)
- 1997: Lieb' mich nochmal
- 1998: Hand in Hand
- 1998: Ich vermiss' Dich zu sehr
- 1999: Frieden allezeit (met Corinna May)
- 1999: Nur mit Dir
- 1999: Wo die Freiheit beginnt
- 2001: Auch wenn es nicht vernünftig ist
- 2001: Hast Du alles vergessen
- 2002: Und dann tanz' ich ganz allein
- 2002: Wenn es morgen nicht mehr gibt
- 2003: Ich denke immer noch an Dich (met Richard Clayderman)
- 2003: Mittenrein ins Glück
- 2003: Seelenfeuer
- 2003: Tausendmal ja
- 2004: Heut fliegt ein Engel durch die Nacht (met Anna)
- 2004: Ich kann für nichts mehr garantier'n
- 2005: Geh'n wir zu mir oder zu Dir?
- 2005: Um den Schlaf gebracht
- 2006: Bleib doch heut' Nacht (...und wenn Du willst, für immer)
- 2006: Hey, 'nen kleinen Schuss, den hattest Du doch schon immer
- 2007: Ein Tag zu wenig
- 2007: Ich darf mich nicht in Dich verlieben
- 2007: Sommerwein, wie Liebe süß und wild
- 2007: Träumen erlaubt
- 2008: Die Träume einer Frau
- 2008: Lass uns noch einmal lügen
- 2008: Mir schenkst Du Rosen
- 2009: Göttergatte
- 2009: Mein Herz lässt dich nie allein
- 2009: Tausend Frauen
- 2010: Geliebt, Gelacht, Geweint
- 2011: Ich weiß, dass ich noch fliegen kann
- 2012: Ich glaub' an die Liebe (met Udo Wenders)
- 2012: Lass mich traurig sein
- 2012: Mein Plan fürs nächste Leben
- 2013: Einfach mal gar nichts tun
- 2013: Elektrisiert
- 2016: Alles was du willst
- 2016: Träume bleiben jung

### Studioalbums
- 1988: Halt' mich fest
- 1989: Etwas für die Ewigkeit
- 1990: Spuren einer Nacht
- 1991: Wo kommen die Träume her
- 1992: Du ich lieb' dich
- 1994: Claudia Jung
- 1995: Sehnsucht
- 1996: Winterträume
- 1999: Für immer
- 2001: Auch wenn es nicht vernünftig ist
- 2003: Seelenfeuer
- 2004: Herzzeiten
- 2006: Träumen erlaubt
- 2007: Unwiderstehlich
- 2008: Hemmungslos Liebe
- 2009: Geheime Zeichen
- 2012: Alles nach Plan?
- 2015: Seitensprung
- 2016: Frauenherzen

### Verzamelalbums
- 1992: Nah bei Dir – Ausgewählte Lieder
- 1995: Claudia Jung
- 1996: Amore amore
- 1997: Augenblicke
- 2002: Best Of
- 2003: Schlager & Stars
- 2005: The Essential
- 2007: Sommerwein – Meine schönsten Sommersongs
- 2009: Flieg' mit mir – Die Collection
- 2010: Geliebt, gelacht, geweint
- 2011: Geliebt, Gelacht, Geweint Mega Mix
- 2011: All the Best

### Videoalbums
- 2001: Mein München - Auch wenn es nicht vernünftig ist
- 2008: Hemmungslos Liebe (beperkte oplage)
- 2010: Geliebt, gelacht, geweint (beperkte oplage)

### Cd-box
- 2015: Schmetterlingsgefühle – Meine 80 schönsten Hits (4 cd's)

## Onderscheidingen

### Gouden plaat
- Duitsland
  - 1995: voor het album Claudia Jung
- Oostenrijk
  - 1991: voor het album Spuren einer Nacht
  - 1996: voor het album Winterträume
  - 1999: voor het album Für immer
  - 2004: voor het album Auch wenn es nicht vernünftig ist
  - 2005: voor het album Herzzeiten
  - 2008: voor het album Unwiderstehlich
  - 2009: voor het album Hemmungslos Liebe
- Zwitserland
  - 1995: voor het album Claudia Jung

### Platina plaat
- Oostenrijk
  - 1996: voor het album Sehnsucht
  - 1997: voor het album Augenblicke
  - 1998: voor het album Du ich lieb' dich

### 2x platina plaat
- Oostenrijk
  - 1995: voor het album Claudia Jung

- Gemeinsame Normdatei: 134420756
- International Standard Name Identifier: 0000 0000 5809 5568
- MusicBrainz: 0006c824-595a-45af-9374-238ce585fa3a
- Système universitaire de documentation: 111015057
- Virtual International Authority File: 79615440
- WorldCat: E39PBJgmKwGCHGVWycCJ9vjjYP